# Spiridon Chazapis
Spiridon Chazapis (gr. Σπυρίδων Χαζάπης; ur. w 1872 w Andros, zm. ?) – grecki pływak, srebrny medalista igrzysk w Atenach.
Podczas igrzysk w Atenach Chazapis wystartował w konkurencji 100 metrów stylem dowolnym dla żeglarzy. Dystans ten przepłynął szybciej tylko jego rodak Joanis Malokinis.